# Terrorisme en 1980

## Événements

### Mai
- 5 mai, Royaume-Uni : l'opération Nimrod met fin à la prise d'otages de l'ambassade iranienne à Londres. Deux otages trouvent la mort : l'un pendant la prise d'otages, l'autre pendant le raid lui-même. Cinq des six terroristes sont abattus au cours de l'opération[1].

### Juillet
- 27 juillet, Belgique : une attaque à la grenade contre un car d'enfants juifs à Anvers fait un mort et dix-neuf blessés[2].

### Août
- 2 août, Italie : une explosion à la gare de Bologne fait quatre-vingt cinq morts et plus de deux cents blessés. Les Brigades rouges sont d'abord soupçonnées de cet attentat, mais ce sont finalement des militants d'extrême-droite qui sont arrêtés, jugés et condamnés[3],[4].
- 26 et 27 août : attentat à la bombe du Harvey's Resort Hotel

### Octobre
- 26 septembre, Allemagne : un attentat à la Fête de la bière à Munich fait treize morts et deux cents blessés[5].
- 3 octobre, France : l'explosion d'une bombe dissimulée dans la sacoche d'une moto devant la synagogue de la rue Copernic à Paris fait quatre morts et quarante-six blessés[6],[7],[8].